# آلباتروس جی۱
آلباتروس جی۱ (به انگلیسی: Albatros_G.I) یک هواگرد از نوع بمب‌افکن متوسط ساخت شرکت آلباتروس در آلمان است. هواگرد آلباتروس جی۱ نخستین پروازش را در 31 January 1916 میلادی انجام داد. در مجموع، تعداد 1 فروند از این هواگرد ساخته شده‌است.
طراح این هواگرد، هوگو گرومن مهندس آلمانی بود.